# Joaquín Heredia
Joaquín Calixto Heredia Guerra (Madrid, 18 de agosto de 1895 - Mansilla de las Mulas, 21 de noviembre de 1936) fue un funcionario de la administración de Hacienda, de la Compañía de Ferrocarriles del Norte y entrenador de fútbol español, que llegó a serlo de la Selección Española absoluta en 1923.
En 1923 fue entrenador de la selección de fútbol de España, cuando era un deporte amateur, puesto que ocupó durante dos partidos en los que la selección venció: un encuentro amistoso contra la selección francesa que tuvo lugar el 28 de enero en San Sebastián y en el que España venció por 3-0, y otro, también amistoso, contra la selección belga el 4 de febrero en Amberes, en el que el triunfo de España fue por 1-0.
En julio de 1936, al tiempo de producirse la sublevación militar que dio lugar a la Guerra Civil, Heredia se encontraba en León, ciudad en la que residía y desde la cual viajaba a menudo por distintos puntos de España por motivos de trabajo. Dispuesto a ir en esos días a Madrid, un amigo suyo, el catedrático Hipólito Romero Flores, le aconsejó no hacerlo dado el ambiente bélico. Permaneció, pues, en León. Allí era presidente de Cruz Roja y se puso manos a la obra para crear un hospital de Sangre que atendió a los heridos de ambos bandos en conflicto. Sin embargo, fue detenido el 15 de septiembre de 1936 acusado de masón, extremista y de haber presidido un mitin de Manuel Azaña en febrero, además de recaudar dinero para Izquierda Republicana, siendo encerrado en la prisión provincial de León. Heredia negó todas las acusaciones, indicando que únicamente fue en su día miembro de Acción Republicana pero que no había ocupado puesto directivo alguno ni recaudado fondos y había acudido al mitin de Azaña pero que bajo ningún concepto lo había presidido. Heredia, además, mostró que había sido galardonado con la Cruz de la Orden del Mérito Militar con distintivo blanco por su actuación de servicio después de la revolución de 1934 y aportó pruebas y testimonios sobre la creación del hospital de sangre al frente de Cruz Roja, avalados por el médico del mismo, enfermeras y otro personal. No dudó tampoco en conseguir un informe favorable de un jesuita presbítero de Astorga, un catedrático de instituto y un capitán del ejército.
A finales de octubre, no obstante, fue puesto en libertad al no demostrarse los cargos, pasando a disposición de las autoridades civiles, en concreto del Delegado gubernativo de orden público de los sublevados, Luis Medina Montoro, destacado en todo el período de represión por su especial obsesión con los masones. Así, a pesar de la excarcelación, lo recluyó de nuevo en el convento de San Marcos, que entonces era utilizado como campo principal de prisioneros del complejo concentracionario de León (en la actualidad es el Parador de San Marcos), donde compartió celda con el propio catedrático Romero Flores y Victoriano Crémer.
De allí fue sacado por elementos falangistas en connivencia con las autoridades civiles y militares de León. Victoriano Crémer narró así los hechos:

Cuando una noche, ya pasadas las doce, que es hora de brujas, de beatas y de supersticiones, abrieron la puerta de la celda y dos carceleros de uniforme llamaron a Heredia, todos aceptamos que, aunque intempestiva, la hora de su excarcelamiento había llegado. Y se dispuso a recoger el hatillo. "¿Para qué, si para donde va no lo va a necesitar?" Fue como una revelación. Y se le rompieron los cordajes de la templanza, de la discreción, del valor. Y dio tal grito, que todos nos estremecimos como si nos hubieran arrancado la piel. "¡Me van a matar! ¡Me van a matar! ¡Ayudadme!" Corrió a guarecerse en el rincón más alejado de la puerta, donde los guardianes seguían inalterables el proceso de descomposición... Gritaba, rugía, golpeaba las paredes, saltaba por encima de los hombres tendidos en el suelo, hasta que los carceleros, cansados de esperar, se fueron a por él y le redujeron. A rastras le sacaron.

Fue ejecutado en una finca particular, La Mata del Moral, propiedad del terrateniente Octavio Álvarez Carvallo, próxima a Mansilla de las Mulas. En la partida de defunción del Registro Civil —expedida precisamente por su tío y padrino, el juez municipal de posguerra Ricardo Gavilanes, a instancias de su mujer— se fijó como causa de la muerte "accidente de guerra"; en la comisaría
de Policía de León figuraba como causa de la muerte "a consecuencia de la lucha de las fuerzas Nacionales contra el marxismo" y en la Jefatura Superior de Policía de Madrid, la causa era "a consecuencia de la guerra". Su cuerpo permanece sepultado en lugar desconocido, posiblemente en la finca colindante de La Cenia donde existe una fosa común con los restos de aproximadamente 150 fusilados por el bando sublevado.
Nueve años después de su asesinato, el 3 de diciembre de 1945, a Heredia se le abrió expediente por "pertenencia a la masonería", siendo archivado después:

No se ha podido comprobar suficientemente su condición de masón ya que únicamente figura en una relación del Gobierno Civil de León. Como masón procede dictarse auto de sobreseimiento provisional contra Joaquín Heredia Guerra, alzándose las restricciones impuestas y archivándose sin ulterior curso hasta nuevos méritos.